# Andrzej Stefan Ehrenkreutz
Andrzej Stefan Ehrenkreutz (ur. 21 października 1921 w Warszawie, zm. 6 kwietnia 2008 w Melbourne) – działacz polonijny, wieloletni profesor Uniwersytetu Michigan w Ann Arbor.

## Rodzina
Był synem Stefana Ehrenkreutz i Cezarii Baudouin de Courtenay Ehrenkreutz. Rodzina ojca pochodziła ze Szwecji, zaś rodzina matki z Francji. Jego dziadkiem ze strony matki był polski językoznawca i działacz społeczny Jan Niecisław Baudouin de Courtenay. Rodzice rozwiedli się w 1936 i oboje (po zmianie wyznania na kalwińskie) zawarli ponowne związki małżeńskie.

## Życie i działalność
Andrzej Stefan Ehrenkreutz służył w 1 Polskiej Dywizji Grenadierów we Francji i w 1940 został wzięty do niewoli na froncie w Lotaryngii. Następne lata spędził jako jeniec wojenny w Stalagu 4B, w pobliżu Lipska, z którego dwukrotnie próbował uciekać. Po wyzwoleniu został skierowany do obozu dla przesiedleńców. W 1946, razem z małżonką Blandyną, którą poślubił w 1945, dołączył do swojej matki i ojczyma w Palestynie, gdzie studiował historię Orientu i Bliskiego Wschodu.
Jego rodzina przeniosła się do Wielkiej Brytanii w 1947, gdzie Andrzej obronił swoją pracę doktorską na Uniwersytecie Londyńskim, na kierunku studiów orientalnych. W 1949 urodził się jego syn, Stefan. W 1953 Ehrenkreutz był stypendystą Uniwersytetu Yale, a latem 1954 przeprowadził się do Ann Arbor jako wizytujący wykładowca historii islamu na Uniwersytecie Michigan. W latach 1967–1985 był tam profesorem na dwóch wydziałach, zajmujących się historią i studiami nad Bliskim Wschodem. Wydał ważną monografię o wodzu i polityku muzułmańskim z XII wieku, Saladynie. Po przejściu na emeryturę został profesorem emerytowanym, a w 1987 razem z małżonką wyemigrowali do Australii, gdzie wcześniej przesiedlił się jego syn Stefan ze swoją rodziną.
Od 1960 był działaczem Kongresu Polonii Amerykańskiej. W 1976 był współzałożycielem Północnoamerykańskiego Studium Spraw Polskich, które było jednym ze źródeł informacji i poparcia dla opozycji demokratycznej w Polsce, a później nowo założonego związku zawodowego „Solidarność”. Jako prezes Studium bardzo często bywał w Waszyngtonie, gdzie brał udział w dyskusjach dyplomatycznych na wysokim szczeblu, przekazując poufne wiadomości i aktywnie żądając wsparcia polskich wygnańców, uchodźców i związkowców przez Departament Stanu i Kongres. Opublikował wiele dokumentów oraz artykułów w prasie amerykańskiej (m.in. „The New York Times” i „The Wall Street Journal”). Po wyemigrowaniu do Australii, jako założyciel, ufundował Australijski Instytut do Spraw Polskich (Australian Institute of Polish Affairs ). Był także aktywny w tzw. Dialogu Polsko-Żydowskim.
Na Uniwersytecie w Michigan, razem z Peterem Ostafinem, współtworzył The Copernicus Endowment – centrum, które współpracowało z polskimi intelektualistami, naukowcami i artystami, zapraszając ich na stypendia na Uniwersytet Michigan.
Członek Polskiego Towarzystwa Naukowego na Obczyźnie (od 1958).
Był wielkim kibicem futbolu amerykańskiego, koszykówki i hokeja na lodzie.

## Odznaczenia
- Krzyż Komandorski Orderu Odrodzenia Polski
- Krzyż Walecznych
- Croix de Guerre

## Publikacje
Autor m.in.: Saladin,The Life of Saladin: From the Works of `Imad ad-Din and Baha' ad-Din by Sir Hamilton Gib, Studies in the Monetary History of the Near East in the Middle Ages, Studies in the Economic History of the Middle East: from the Rise of Islam to the present day.
Większość jego publikacji było pisane w języku angielskim.
- Ehrenkreutz, Andrew S. "Review of Islam and the Trade of Asia: A Colloquium, edited by D. S. Richards" in Speculum: A Journal of Medieval Studies. Vol. 48. 1973. 176-178.
- Ehrenkreutz, Andrew S. "Review of The Eastern Mediterranean Lands in the Period of the Crusades, by Peter M. Holt" in JSS. Vol. 25. 1980. 132-134.
- Ehrenkreutz, Andrew S. "Review of Al-Quds al-Mamlukiyya: A History of Mamluk Jerusalem Based on the Haram Documents, by Huda Lutfi" in Middle East Studies Association Bulletin. Vol. 20: No. 2. 1986. 205-206.
- Ehrenkreutz, Andrew S. "Contribution to the Knowledge of the Fiscal Administration of Egypt in the Middle Ages" in BSOAS. Vol. 16. 1954. 502-514.
- Ehrenkreutz, Andrew S. et al. "Contributions to the Knowledge of the Standard of Fineness of Silver Coinage Struck in Egypt and Syria during the Period of the Crusades" in JESHO. Vol. 31. 1988. 301-303.
- Ehrenkreutz, Andrew S. "Review of History of Egypt, 1382-1469 A.D. (Part III, 1412-1422 A.D.), translated by William Popper; and Egypt and Syria under the Circassian Sultans, 1382-1468 A.D.: Systematic Notes to Ibn Taghrî Birdî's Chronicles of Egypt, by William Popper" in Ars Orientalis. Vol. 4. 1961. 428-430.
- Ehrenkreutz, Andrew S. "Review of L'Égypte sous le règne de Barsbay, 825-841/1422-1438, by Ahmad Darraj" in Middle East Journal. Vol. 16. 1962. 550-551.
- Ehrenkreutz, Andrew S. "Review of Arab Historians of the Crusades, edited and translated by Francesco Gabrieli, translated from the Italian by E. J. Costello" in JAOS. Vol. 95. 1975. 129-130.
- Ehrenkreutz, Andrew S. "Review of Ayyubids, Mamlukes, and Crusaders: Selections from the Tarikh al-Duwal wa'l-Muluk of Ibn al-Furat, edited and translated by U. Lyons and M. C. Lyons" in JSS. Vol. 19. 1974. 150-152.
- Ehrenkreutz, Andrew S. "Review of Baybars I of Egypt, by Syedah Fatima Sadeque" in JNES. Vol. 18. 1959. 86-87.
- Ehrenkreutz, Andrew S. "Review of Damascus under the Mamluks, by Nicola A. Ziadeh" in JAOS. Vol. 85. 1965. 238-239.
- Ehrenkreutz, Andrew S. "Review of Die Chronik des Ibn ad-Dawadari, Neunter Teil, edited by H. R. Roemer" in JAOS. Vol. 87. 1967. 74.
- Ehrenkreutz, Andrew S. "Review of Near Eastern Numismatics, Iconography, Epigraphy and History: Studies in Honor of George C. Miles, edited by Dickran K. Kouymjian" in JAOS. Vol. 97. 1977. 193-194.
- Ehrenkreutz, Andrew S. "Review of Islam and the Trade of Asia: A Colloquium, edited by D. S. Richards" in Speculum: A Journal of Medieval Studies. Vol. 48. 1973. 176-178.
- Ehrenkreutz, Andrew S. "Review of The Financial System of Egypt, A.H. 564-741/A.D. 1169-1341, by Hassanein Rabie" in JNES. Vol. 19. 1974. 150-152.
- Ehrenkreutz, Andrew S. "The Standard of Fineness of Gold Coins Circulating in Egypt at the Time of the Crusades" in JAOS. Vol. 74. 1954. 162-166.
- Ehrenkreutz, Andrew S. "Review of The Coinage of the Mamluk Sultans of Egypt and Syria, by Paul Balog" in BSOAS. Vol. 28. 1965. 389-391.
- Ehrenkreutz, Andrew S. "Review of The Eastern Mediterranean Lands in the Period of the Crusades, by Peter M. Holt" in JSS. Vol. 25. 1980. 132-134.
- Kronick, David A. "Some Highlights of Arabic Medicine, A.D. 750-1400" in University of Michigan Medical Bulletin. Vol. 22: No. 6. 1956. 215-226.
- Ehrenkreutz, Andrew S. "Studies in the Monetary History of the Near East in the Middle Ages: The Standard of Fineness of Some Types of Dinars" in JESHO. Vol. 2. 1959. 128-161.
- Ehrenkreutz, Andrew S. "Numismatics Re-Monetized" in Michigan Oriental Studies in Honor of George G. Cameron. Orlin, Louis L. et al. (edited by). Ann Arbor: University of Michigan, Department of Near Eastern Studies, 1976. 207-218.
- Ehrenkreutz, Andrew S. "Money" in Handbuch der Orientalistik, Abteilung 1: Der nahe und der mittlere Osten, Band VI: Geschichte der islamischen Länder, Abschnitt 6: Wirtschaftsgeschichte des vorderen Orients in islamischer Zeit, Teil 1. Spuler, Bertold (edited by). Leiden and Köln: E. J. Brill, 1977. 84-97.
- Ehrenkreutz, Andrew S. "Strategic Implications of the Slave Trade Between Genoa and Mamluk Egypt in the Second Half of the Thirteenth Century" in The Islamic Middle East, 700-1900. Udovitch, Abraham L. (edited by). Princeton: Darwin, 1981. 335-345.